# Maison forte de Gimilieu
Le château de Gimilieu ou de Gémillieu (en latin Gimiliacum) est une maison forte du XIIIe siècle, qui se dresse sur la commune de Saint-Jean-de-Chevelu dans le département de la Savoie en région Auvergne-Rhône-Alpes.

## Situation
La maison forte de Gimilieu est située dans le département français de la Savoie sur la commune de Saint-Jean-de-Chevelu, sur un mamelon à l'ouest de Prélian.
Il se situait sur l'une des routes gauloises du sel, tout comme les châteaux voisins de Bergin, de Prélian, de la Plattière et celui de Monthoux.
La maison forte de la Plattière relevait du fief de Gimilieu.

## Histoire
La maison forte de Gimilieu ou Gémillieu (en latin Gimiliacum) est, au XIIIe siècle, la possession de la famille de Gimilieu. Amédée de Gimilieu (de Gimiliaco) est cité, en 1249 — Michèle Brocard cite la date de 1240 —, dans une donation du comte de Savoie Amédée IV au prieuré du Bourget. On le retrouve avec Martin de Montou, comme témoin, dans un acte à Yenne, en 1266.
Vit, vers 1340, Pétremand de Gimilieu, seigneur de Gimilieu et de Virignin. En 1355, il acquiert de Berlion de Chevelu des terres qui viennent agrandir son fief.
En 1419, le château passe à la famille noble, originaire de Belley, des Rossillon,. Catherine de Gimilieu, fille et héritière de Pétremand, épouse Jacques de Rossillon. Le 10 mars 1452, un autre Jacques de Rossillon de Gimilieu épouse Louise d'Orlyé, fille du seigneur d'Ameysin. Pétremand de Rossillon de Gimilieu, leur fils, épouse, en 1480, Guigonne de Champrovent.
Vit, en 1556, Antoine de Rossillon († 1599), seigneur de Gimilieu et de Virignin, écuyer.
En 1630, on relève un François de Rossillon. César de Rossillon, seigneur de Gimilieu, le 1er octobre 1675, est présent avec la noblesse, réunie à Yenne, du petit Bugey, à l'occasion de l'avènement de Victor-Amédée II de Savoie. Ce même César, par contrat passé au château de Gimilieu, marie sa fille, Louise, le 9 juin 1688, à Pierre Courtois d'Arcollières. Vers 1700, vit son fils, Antoine-Gilbert.
Le 15 juillet 1711, on célèbre le mariage de Guillaume de Rossillon de Gimilieu ; il est le neveu de César et le fils de Pierre de Rossillon de Gimilieu.
Il existe un inventaire après décès de Pierre de Rossillon des meubles et effets du château, qui montre qu'en 1731, ce n'est plus qu'une ferme modeste (deux vaches, un veau, un poulain), avec un mobilier très pauvre et usé.
Joseph de Rossillon de Gimilieu est, en 1730, garde du corps, et, vers 1750, vit à Yenne, où il a épousé Urbaine Bouvier, Pierre de Rossillon de Gimilieu. De cette union, ils eurent deux filles, Gasparde et Claudine. Le dernier membre connu est François de Rossillon de Gimilieu, brigadier des gardes du corps, témoin, à Prélian, au mariage de Philibert d'Arcollières, le 17 mai 1779. Le fief échoit au futur marquis d'Yenne ; Jean-François Vulliet de la Saulnière aurait ruiné la famille de Rossillon et se fit adjuger la maison forte. Après la Révolution française, le fief passe aux comtes de Chambost de Lépin qui en avaient encore la possession en 1907, et, à cette date elle est acquise par M. Abry.

## Description
Il subsiste de la maison forte du XIIe, trois ouvertures romanes, une simple et une géminée.
On pénètre dans la cour quadrangulaire après avoir passé un porche cintré. S'ordonne autour de cette cour, à gauche, une tour carrée d'origine ancienne et un bâtiment abritant les communs à droite qui conserve une petite fenêtre en accolade. Le corps de logis est desservi par un escalier qu'abrite une tourelle dont la porte est également en accolade. À l'arrière, une tour en pierres assisées porte, à son sommet, les traces d'une ancienne échauguette. À droite de cette dernière, dans le mur, assisé lui aussi, à hauteur d'étage, s'ouvre une porte, aujourd'hui murée et les trois ouvertures romanes. L'ensemble des bâtiments est couvert d'ardoises et les murs crépis de couleur sable, duquel se détache les chaînages d'angle en pierres blanches.